# Casula di Thomas Becket
La Casula di Thomas Becket è un paramento sacro appartenuto a Thomas Becket, arcivescovo di Canterbury dal 1162 al 1170, anno del suo assassinio.
È conservata presso il Museo diocesano di Fermo e fu donata al duomo di Fermo da Presbitero, vescovo di Fermo, che l'aveva ricevuta da Thomas Becket, suo compagno presso lo Studium di Bologna. La reliquia è uno dei più splendidi manufatti tessili medievali del Mediterraneo e si ritiene essere il più antico ricamo arabo che si conosca in tutto il mondo.

## Storia

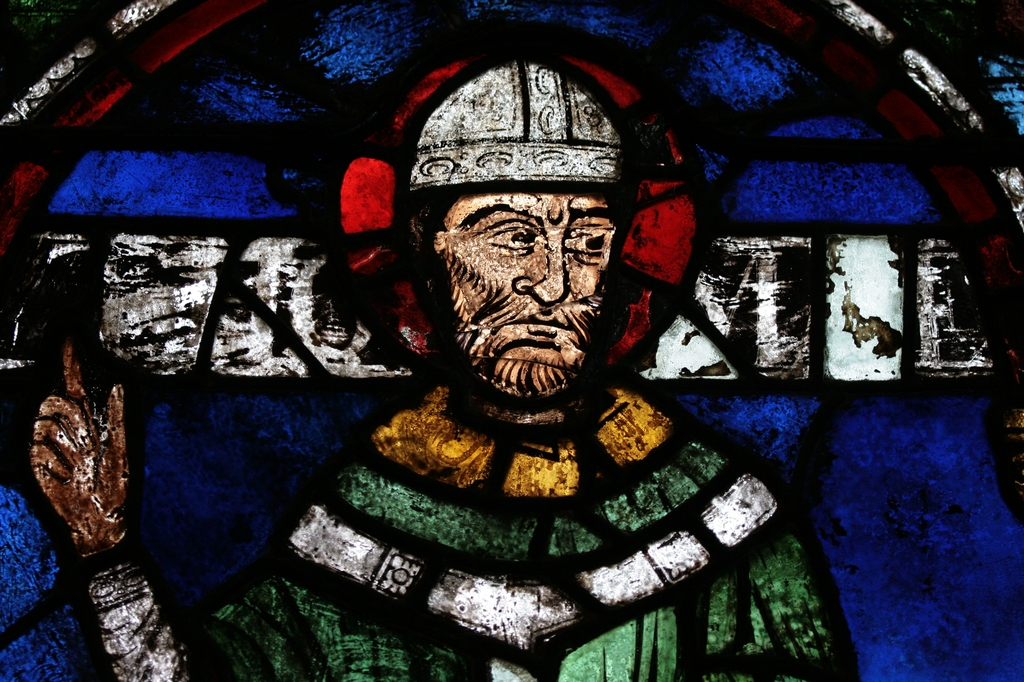
Thomas Becket, vetrata della cattedrale di Canterbury

Tornato da Parigi, dove aveva compiuto studi religiosi e di retorica, Becket entrò al servizio dell’arcivescovo di Canterbury Teobaldo di Bec, che, riconosciutene le capacità, ne fece uno dei suoi più stretti collaboratori e intorno al 1145 lo inviò ad approfondire lo studio del diritto canonico a Bologna, che era l'unica scuola specializzata in legge dell'epoca. Qui il giovane Thomas incontrò Presbitero, studente di Fermo, che divenne suo amico e che, secondo la tradizione, avrebbe ricevuto in dono da Becket stesso la casula. Benché non ci siano specifiche prove storiche a supporto di questo fatto, risultano due documenti, conservati nell'Archivio Storico Arcivescovile di Fermo, a conferma del legame tra la figura di Thomas Becket e il territorio fermano: uno, datato 1296, attesta la presenza, nelle vicinanze di Fermo, di una chiesa consacrata alla memoria di Becket; l'altro, datato 1686, firmato dal cardinale Giovanni Francesco Ginetti, menziona la presenza della casula a Fermo. 
Nel 1925 il cardinale Merry del Val chiese che fosse estratta dalla preziosa cassa in cui era custodita. Nel 1937 costituì una delle opere di maggiore importanza nell'esposizione di Roma; nel 1951 a Parigi; nel 1961 a Barcellona. Nel 1973 la tv inglese ne parlò ampiamente e la mostrò al pubblico quando fu esposta in una importante mostra di Londra: la regina Elisabetta si soffermò a lungo ad ammirare la casula.

## Descrizione
La casula, di forma semicircolare, originariamente custodita in una cassetta lignea con decorazioni in oro e pietre preziose, è alta 1,60 m con una circonferenza di 5,41 m. È realizzata in seta celeste e completamente ricamata in oro. Il ricamo consiste in grandi rosoni intrecciati con rosoni di dimensioni inferiori e stelle a otto punte. I trentaquattro rosoni grandi che si trovano sull'esterno del paramento contengono immagini di pavoni, di due grifoni in forma di leoni alati, quattro grifoni in forma di aquile, aquile ad ali spiegate ritratte frontalmente, coppie speculari di uccelli, coppie speculari di leoni alati, uccelli rapaci sopra a gazzelle, una sfinge alata e parti di altri animali. Inoltre sono raffigurati anche elefanti con palanchini, di cui uno con delle donne; quattro gruppi di cacciatori con turbanti e falchi, seduti su cavalli, e conigli in basso; due uomini in trono, accompagnati da musicisti e altri servitori. Un pannello di forma oblunga ornato da ricchi decori riporta un'iscrizione Kufi, parzialmente decifrata, che recita "Nel nome di Allah il Misericordioso, il Compassionevole, il regno è ...di Allah....la più grande benedizione, perfetta salute e felicità al suo possessore...nell'anno 510 in Mariyya". La casula è fatta di diverse parti cucite insieme da filo di seta rossa; alcune parti sono state unite prima del ricamo, altre successivamente, interrompendo la continuità dello stesso. È quindi verosimile che il tessuto fosse stato creato per uno scopo diverso e poi riadattato per farne un paramento.

## Studi
La casula costituisce un importante esempio di cristianizzazione di un tessuto di origine islamica; l'iscrizione araba sulla casula permette una sicura attribuzione di parti del tessuto a un laboratorio della Spagna islamica. Il tessuto, dunque, ha subito un processo di appropriazione cristiana sia per il fatto di essere stato usato per la realizzazione di un paramento sacro della liturgia cristiana, sia per l'essere associato alla figura di Thomas Becket, il cui culto come santo e martire si diffuse rapidamente in tutta Europa nel tredicesimo secolo.
Il prof. David Storm Rice, dell'Università di Londra, l'ha studiata a lungo e nel 1959, in un articolo per la rivista The Illustrated London News ha rivelato la trascrizione del testo arabo che è nella fascia sovrapposta al tessuto nella parte centrale. 
Per la sua importanza e per l'eccezionale stato di conservazione, la casula è stata recentemente oggetto di un nuovo studio da parte dello storico dell'arte Avinoam Shalem, affiancato da un gruppo di esperti conosciuti a livello internazionale.